# 音位
音位（英語：phoneme）是一种语言中能够区别词之间意义的最小语音单位，其最重要的特性是它与该语音系统中的其他音位相对立，也是该特定语言的语音系统中最小对立单位。

## 概论
音位是音系学分析的基礎概念。一個字或詞可由一至數個音節組成，一個音節可由一至數個「音段」（元音、輔音等）組成。音位與音段很類似，然而音位的基本定義是要能區分語義，如果兩個聲音所代表是同一個詞彙、同樣的意義，則異音可被視為同一個音位；反過來說，一個詞的任何一個音位若被換成別的，那麼它就不再是原來的那個詞，意義也會隨之改變。有意義的詞都可由音位組成，然而代換其中任何音位卻不能保證產生有意義的詞，也有可能變成無意義的一串音。
每個語言都有自己的一組音位，這也就是這個語言的語音系統，音位可用來研究某個特定語言中如何將音組合成詞。
音位並不是一個實際的語音。一個音位可以有數種不同的發音，但是語言使用者心理上認定這幾種發音是等同的，甚至可能不會察覺語音上有所不同。這種音位內的不同發音，稱為同位異音或音位變體。音位可被視為一族相關的聲音，然而為了便於描述一個音位，通常會取這群聲音當中最具代表性的一個來稱呼整族聲音。例如，英語中和的 l 發音是不同的，前者是齒齦邊音 [l] ，後者是軟顎化齒齦邊音 [ɫ] ，然而這只是  在出現在不同位置、不同前後境環所發生的語音變化，因此這兩個音都視為同一個音位 /l/。
確定是否為音位與否的準則有：一、辨義功能；二、互補分布；三、音感差異。假如現代標準漢語的「桑」 <> 說成英語的 <thong>（/θɒŋ/），聽者仍然能辨認，這是因為現代標準漢語中的<>（清齒齦擦音 [s]）與英語的<th>（齒間音 [θ]）不起辨義作用，同屬一個音位。然而，在英語中， <s>、<th> 是能辨義的，sing（唱歌）和thing（東西）的意思不同，所以屬於兩個音位。

### 互补分布
互補分佈是指：甲在這個環境中永不出現，乙卻可以出現，兩者不發生衝突。
例如漢語官話中 <>、<>、<> 後面只接<>、<> ，不接<>、<>、<><>、<>、<>或<>、<>、<>后面只接<>、<>、<>不接<>、<>（zhi、chi、shi、ri、zi、ci、si中的i與其它情況下的i不同，不是同一音位），這時兩者不衝突，因此，j、q、x可以與zh、ch、sh或z、c、s看作同一音位的不同變體。這在漢語音韻學上叫作尖團合流，即尖音z、c、s與團音j、q、x成為同一音位的不同變體。但在漢語族一些其他語言中，z、c、s與j、q、x是不同的音位，zia、cia、sia與jia、qia、xia是不同的。

### 总结
一個語言當中的任何語音，若非音位，就是音位當中的同位音。要判斷兩個音在某種語言中是兩個有區別的音位、或是一個音位內的兩個同位音，最常使用的測試法是找出最小對（minimal pair），能找到最小對的判定為兩個音位。若找不到最小對，並且具有互補分布、相近的區辨特徵（distinctive feature）等特性，則可判定為同一個音位。最小對是指一組兩個，只差一個音且意義不同的單詞。例如，英語的 pen [pʰɛn] 及 pin [pʰɪn] 只差一個音且字義可以區別，所以pen及pin是最小對。由這組最小對，可判定 /ɛ/ 及 /ɪ/ 是兩個有區別的音位。

## 歷史
古印度的梵語語法學家波你尼（Pāṇini）在他的著作中首創了音位、詞素、詞根的概念。現代語言學及結構主義之父弗迪南·德·索緒爾正是位梵語教授，波你尼的文法書對他有顯著影響。
第一個使用 （音位）一詞的是迪弗里什-德熱內特（Dufriche-Desgenettes），他在1873年提出了這個術語。波蘭語言學家揚·涅齊斯瓦夫·博杜安·德·庫爾特奈（Jan Niecisław Baudouin de Courtenay）及他的學生米科瓦伊·克魯謝夫斯基（Mikołaj Kruszewski）發展出音位的定義。而後，布拉格學派、索緒爾、薩丕爾等更進一步完善了音位理論。

## 表記法
一般所說的標音為了將語音細節表現出來，可能會把同位異音用不同的記號標記；而音位標音（phonemic transcription）則是只記錄音位。另一種稱呼是分別用嚴式、寬式來形容，然而音位標音法只是寬式標音的一種。音位理論認為語音與音位屬於不同層級，因此一般標音與音位標音各有不同用途，後者是前者的底層形式（underlying form）。
在語言學當中，斜線 (/ /) 表示使用音位標音法，音位就在兩條斜線之間；而方括號 ([ ]) 表示語音標音。例如普通話 /n/ 和 /l/ 是兩個不同的音位，有懶音的粵語中/l/ 是一個音位，[n]則是/l/音位的變體。與語音或音位並列時，角括號 (< >) 常被用來表示文字的拼法或正書法。

## 實例
音位定義的要點是區別意義，例如[ts]、[tsʰ]，[s]、[ʂ]，[tʂ]、[tʂʰ]（漢語拼音：z、c、s，zh、ch、sh）在漢語普通話是两组不同的音位，在中國南方許多漢語則是同一组音位，也就是說沒有區分平翹音。同理，-[n]、-[ŋ]在漢語普通話是不同的音位，在中國南方一些漢語則是相同的音位；-[n]、-[m]在粵語、韓語是不同音位，在漢語普通話卻是相同的音位，所以“音”“因”在粵語不是同音字，普通話裏卻是同音字。在中國南方一些漢語是相同發音位置不送氣與送氣的清塞音[p]、[t]、[k]，[pʰ]、[tʰ]、[kʰ]（漢語拼音：b、d、g，p、t、k）在漢語裏是两组不同的音位，而它們在英語和葡語是同一组音位。英語清輔音送氣與不送氣不別義，以送氣為標準音；葡語清輔音送氣與不送氣也不區別意義，以不送氣為標準音。漢語裡“八趴”“答他”“該開”均有不同的音位，英語葡語中各却为同一音位。
不同语言中音位不同，如在汉语中，不同声调代表不同的意义，是一种音位，声调在英语和法语中只表示感情，同一个词以不同声调发出意义相同，所以声调在英语和法语中不是音位。同样重音在英语中是音位，在汉语和法语中则不是。不送气的清辅音和对应的浊辅音在法语中是不同的音位，在汉语（除了吴语、老湘语等、閩南語）中则意义相同，因而不是音位。[n]和[l]在現代標準漢語中是不同的音位，在湖南的漢語分支中则相同。/l/和/r/在英语中都是不同的音位，在日语、韓語则相同。
普通話有輔音音位、元音音位和聲調音位。聲調音位簡稱「調位」，例如普通話四聲（陰平、陽平、上、去）的調位是/1/、/2/、/3/、/4/；或者是/55/、/35/、/214/、/51/。我們說去聲的調位是/4/或/51/，這是去聲調位的典型，半上的調值[53]，是/4/或/51/這個調位的變體。

## 音位變體

圖的基本程序是確定兩個語音是否為同位異音.

一個音位包含一些不同的音，這些音稱為音位變體、同位音或同位異音。例如普通話“三”字發音是 [san]，這是標準發音，是音位的“典型”；如果是一個大舌頭的人，他的發音可能是[θan]，但他以及其他人仍會將之視為「三」；那麼在普通話中[s]和[θ]便屬於同一個音位，這個音位有兩個變體。
- 條件變體：出現在一定的條件下，如/a/音位有四個變體，它們分別出現在不同的條件下。
- 自由變異：無條件變體，如粵語陽平無條件變爲上升調，例如:澳門、花園等詞的第二字。

普通話的元音音位、輔音音位、聲調音位就是根據音位理論整理出來的。例如普通話聲調不止四個，除了陰陽上去之外還有半上聲、半去聲、輕聲等等，輕聲的調值又有好幾個，但用音位理論考察，原來那麽多不同的調值是在一定條件下產生的：半去聲是在另一個去聲的後面才有；輕聲的調值是根據前一音節而變的，都是“條件變體”。
現代標準漢語中有最多同位音的是 /ə/，它有 [ə], [ɤ], [o], [ɔ], [e], [ɛ], [œ] 等變體，相當於漢語拼音的e, ê, o，注音符號ㄛ、ㄜ、ㄝ、ㄟ、ㄡ、ㄣ、ㄥ都含有這個音位。e, ê, o（ㄜ、ㄝ、ㄛ）除了單獨出現，作為感嘆詞的用法之外，在其他實詞中都呈現互補分布，所以可以視為同一個音位的條件變體。其條件如下：
後接/n/或/ŋ/，不變，發為[ə]，即。
後接/i/時，發為[e]，即。
後接/u/時，發為[o]，即。
後無音，前接/i/時，發為[ɛ]，即。
後無音，前接/y/時，發為[œ]，即。
後無音，前接/u/時，發為[ɔ]，即。
後無音，前也不接元音時，發為[ɤ]，即。

## 音位和字母系統
一般認為音位是字母書寫系統的基礎，在這類系統中字位多半表示其音位。若字母是針對某一種語言發明時，這種情形格外明顯。例如拉丁文是為了古拉丁語發明，因此當時的拉丁文幾乎是一個字位對應一個音位，不過不考慮用字位去表示音位的母音強度。不過因為口說語言時常在變化，而正寫法不一定會隨之變化，再加上方言的差異，形態音系學在正寫法上的影響，以及外來語的使用，因此有些語言的字位和音位很不容易對應。
英語被認為是一種典型的非音素化語言，由於英語詞彙的語源十分多樣化，許多單詞的拼寫法保留了原來的形式，再加上元音大推移等因素的影響，使得英語的拼字與實際發音呈現高度不對應。歷史上有許多英語拼寫改革方案曾被提出，可參見英語拼寫改革。反之，義大利語、西班牙語、芬蘭語、人工語言的世界語則是拼寫法與音位高度對應的實例。
字母和音位之間的對應不一定是一一對應的關係。一個音位可能會用二個字母或是三個字母的組合表示（二合字母、三合字母）。像英文的<sh>或德文的<sch>都表示音位/ʃ/)。而一個字母也可能表示多個音位，像西里爾字母я在不同位置下發音也可能會不同。也可能有些拼字及發音的規則（像義大利文的<c>），因此音位和字母的關係就更複雜了，不過若已知規則，大致上還是可能預設某一拼寫方式文字的發音。

## 音位組合的限制
一般語言不會出現所有可能的音位組合，語言會有語音組合的限制，限制某些特定的音位組合可以出現，在某些特殊情形下，只能使用某幾種特殊的音位。這些在某一語言中受到明顯限制的音位稱為限制音位。英文的音位組合的限制如下：
- 像sing中的/ŋ/，只會在音節的最後，不會在一開始處（但像毛利语、斯瓦希里語、他加祿語、泰語及粵語和閩語等語言，/ŋ/可以出現在音節的前面）。
- /h/只能出現在母音前面，而且是在音節的開頭，不會在音節的結束（像阿拉伯语及羅馬尼亞語中，/h/可以出現在音節的最後）。
- 在非捲舌的方言中，/r/只能出現在母音前，不能在音節的最後或是在辅音前。
- /w/和/j/只能出現在母音前，不能在一個音節的最後。

## 不同語言中的音位數量
一個語言只會使用所有人類发音器官可以發出音位中的一小部份，再加上同位異音的情形，語言中音位總數會比可以識別的發音總數會少很多。不同語言有不同的系統，因此音位數量會有明顯的差異。語言中的音位總數最少的是皮拉罕語及羅托卡特語中的11個音位，最多的是!Xũ語中的141個音位 。
不同語言的母音個數也有所不同，像尤比克語及Arrernte語只有2個母音，而像班圖語支中的Ngwe語有14個母音，其中有12個可以發長音或短音，加上6個有鼻音的母音，也可以發長音或短音，總共有38個母音。若不考慮母音的長短，宏語（!Xóõ）中有31個母音。以辅音，Puinave語只有7個，羅托卡特語只有6個，而宏語中有77個辅音，而尤比克語有81個。英文的母音約有13至21個，包括雙母音在內，而辅音約有22至26個。
像法文等語言，沒有音位上的聲調或輕重音，而侗水語支有九種聲調，而Kru語言中的Wobe語宣稱有14種聲調。
最常見的母音系統包括有以下五個母音/i/, /e/, /a/, /o/, /u/，最常見的辅音有/p/, /t/, /k/, /m/, /n/。相對來說很少有語言會沒有這些辅音，不過還是有些特例，例如阿拉伯語沒有/p/，夏威夷语少了/t/，Mohawk語及特林吉特語沒有/p/和/m/，Hupa語沒有/p/和/k/，口頭的薩摩亞語少了/t/和/n/，而羅托卡特語和Quileute語則沒有/m/和/n/。

## 音位和字母之間的關係
一般認為音位是字母系統的基礎，原則上文字符號（字位）會對應語言的音位。若是某字母系統是專門為某一語言而產生，此情形會更加明顯。例如拉丁字母衍生自古拉丁文，因此當時的拉丁文幾乎是一個音位對應一個字位。不過當語言變化時，對應的正字法不一定會有變化（可能是因為方言的差異，形态音位学的影響，或者
是外來語），一語言的發音和拼寫方法可能會有相當的差異，像英文就是這樣的語言。
字母系統中的字位和音位不一定是一對一對應的對射關係。一個音位可以由二個或多個字母組合成的二合字母、三合字母等來表示，例如英文的<sh>及德文的<sch>都代表音標的/ʃ/)。而一個字母也可以表示多個音位，例如西里爾字母的я在不同位置的變化。也可能有一些拼寫或發音上的規則（例如義大利文中<c>的發音），或是更複雜的字母－音位對應關係，不過若知道文法規則，仍然可以用拼寫方式來預測發音。